# Timo Piontek

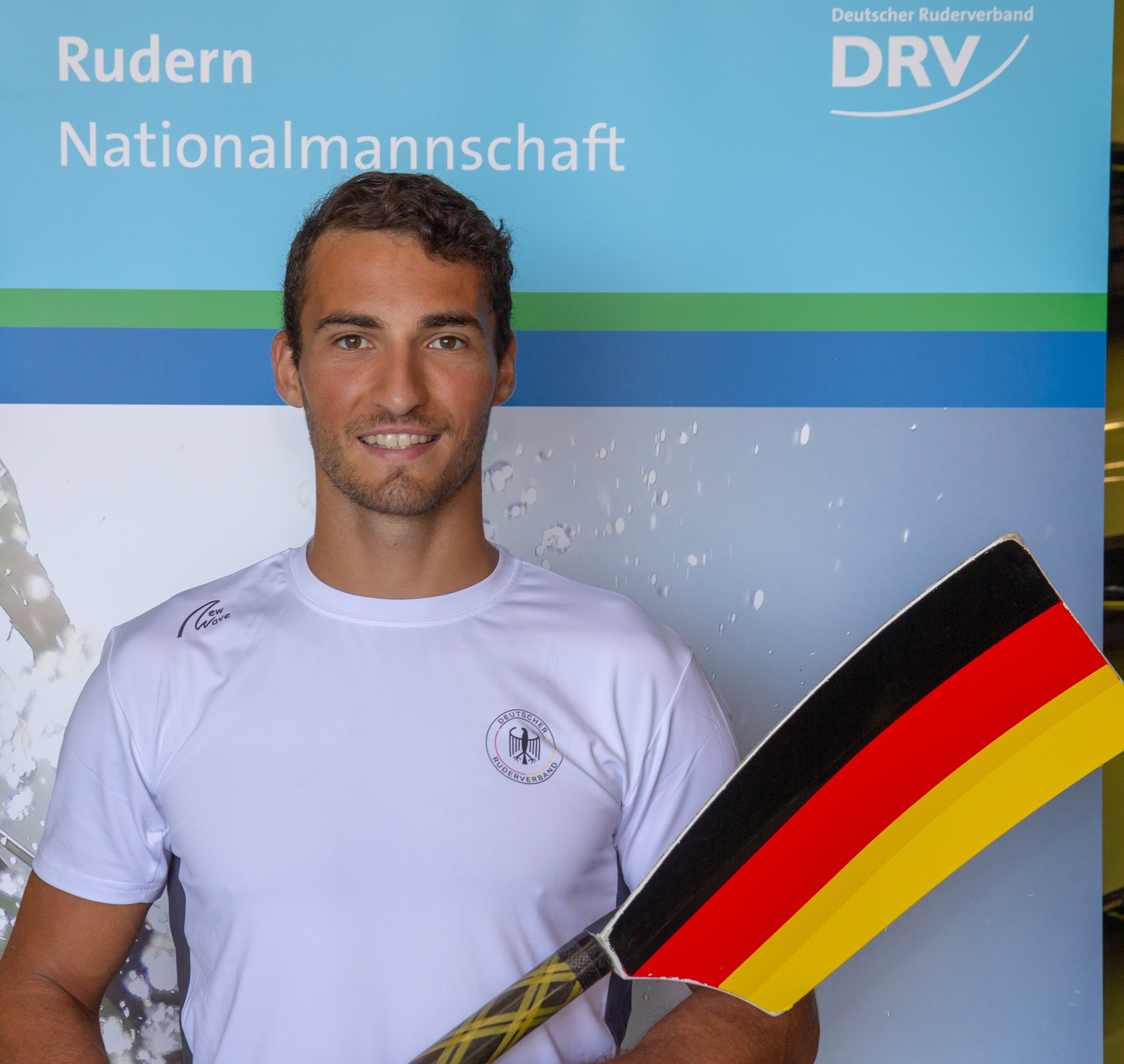
Timo Piontek beim Medientag 2018 des Deutschen Ruderverbands

Timo Piontek (* 1. April 1992 in Dorsten) ist ein ehemaliger deutscher Ruderer.

## Sportliche Karriere
Der 1,90 Meter große Timo Piontek startete für den Koblenzer Ruderclub Rhenania 1877/1921.
Seine erste internationale Medaille gewann Piontek bei den Junioren-Weltmeisterschaften 2009, als er zusammen mit Hubert Trzybinski im Doppelzweier siegte. Ein Jahr später bei den Junioren-Weltmeisterschaften 2010 gewann Piontek erneut, diesmal zusammen mit Stephan Riemekasten. Von 2011 bis 2014 nahm Piontek viermal in Folge an den U23-Weltmeisterschaften teil. Seine einzige Medaille erhielt er 2011 als Dritter im Doppelvierer. 2014 wurde er Vierter im Doppelzweier.
Bei den Europameisterschaften 2017 belegte Piontek zusammen mit Max Appel den vierten Platz im Doppelzweier, die beiden hatten allerdings über fünf Sekunden Rückstand auf die Medaillenränge. Bei den Weltmeisterschaften 2017 wurde Piontek Achter mit dem deutschen Doppelvierer. 2018 trat Piontek bei den Weltmeisterschaften in Glasgow zusammen mit Lars Hartig im Doppelzweier an, die beiden erreichten den fünften Platz. 2019 wurde Piontek bei den Europameisterschaften in Luzern Vierter mit dem Doppelvierer mit 1,22 Sekunden Rückstand auf die drittplatzierten Briten. Bei den Weltmeisterschaften in Linz/Ottensheim belegte der deutsche Doppelvierer den fünften Platz mit acht Sekunden Rückstand auf die Medaillenränge.
Timo Piontek erruderte zwei deutsche Meistertitel. 2015 siegte er mit Sebastian Fränkel im Doppelzweier. 2016 folgte der Titel im Doppelvierer zusammen mit Cedric Kulbach, Benedikt Oliver Müller und Jason Osborne.